# 馬淵史郎
馬淵 史郎（まぶち しろう、1955年11月28日 - ）は、愛媛県八幡浜市大島出身の高校野球指導者。

## 経歴

### 監督就任まで
愛媛県立三瓶高等学校、拓殖大学卒業。高校と大学では内野手としてプレーしたが、甲子園大会の出場経験は無かった。
大学卒業後は松山に帰郷。松山物産、松山ガスにそれぞれ野球部の部長として就業した後、1982年に兵庫県の警備会社・阿部企業に入社し、同野球部のコーチに就任。翌1983年より監督を務め、1986年には社会人野球日本選手権大会にて準優勝に輝く。その後再び松山に戻り、翌1987年より明徳義塾高校野球部でコーチを務めつつ、高等学校社会科の教職員免許を取得。1990年8月に明徳義塾高校野球部の監督に就任。

### 5打席連続敬遠から全国優勝まで
1992年夏の全国高校野球選手権大会で、当時星稜高等学校の松井秀喜に対し全打席敬遠（5打席）を指示し、この敬遠は社会問題にもなった（松井秀喜5打席連続敬遠）。この連続敬遠をきっかけに明徳義塾高校には「ヒール」のイメージがつきまとった。1998年夏は好投手寺本四郎、高橋一正らを擁し準決勝に進んだが、松坂大輔擁する横浜高等学校に終盤大逆転されて敗れた。
その後も毎年強力なチームを編成し、甲子園の常連校として度々大会優勝候補に挙げられる。そして自身14回目の2002年夏の大会では森岡良介、筧裕次郎らの活躍で春・夏通じて初の決勝に進出し、智弁和歌山高等学校を7-2で破って全国初制覇を達成した。

### 野球部員の不祥事による監督辞任から復帰まで
2005年に明徳は全国高校野球史上初の地方大会8年連続優勝を果たしたものの野球部員の不祥事が発覚し、対戦相手（日大三高）決定後に出場を辞退した。馬淵は8月4日に責任を取り監督を辞任、高野連から1年間の謹慎処分を受けた。馬淵の後任監督には野球部副部長の飯野勝が就任したが、翌年夏の高知大会は準優勝に終わり、馬淵抜きでの甲子園出場は果たせなかった。しかし、2006年8月16日に高野連の審議委員会で馬淵の復帰が承認され、同22日付で監督に復帰した。監督復帰時のチームでの甲子園出場はならなかったが、翌年のチームで2008年春に甲子園出場（ベスト16）を果たし、復帰後初の甲子園での指揮で健在ぶりを示した。

### 現在
2012年の夏の甲子園では藤浪晋太郎、森友哉らを擁する大阪桐蔭に準決勝で0-4で敗れベスト4止まりだった。2014年に出場したセンバツでは準々決勝まで勝ち進み、佐野日大に延長戦の末5-7で敗れるもベスト8となった。同年に出場した長崎国体では沖縄尚学に10-1、敦賀気比に7-2で勝利すると準決勝で八頭に20-6で勝ち、決勝では健大高崎に3-2で勝利し国体初優勝を達成している。
なお、夏の甲子園大会には2010年から2017年まで高知代表として8年連続で出場している。2016年の夏の甲子園では4年ぶりに準決勝に進出するも、優勝した作新学院に2-10で敗れ2002年以来14年ぶり2回目の決勝戦進出を逃した。2018年の夏の甲子園では高知大会決勝で高知商業に2-10で敗れ、9年連続での甲子園への出場はならなかった。

## 戦術・チーム作り
- 長年の経験を生かし『確率』や『試合の流れ』を重視する。あらゆる場面・状況下で選手の実力や点差、相手選手、監督の心理等も考慮した上で采配を執る。
- 「守り勝つ野球」を基にまず「投手力」「守備力」「走力」レベルの高いチーム作りをする。攻撃面では「強力打線」のイメージがあるが、犠打、機動力を絡めた攻撃もよく行う。新聞・雑誌面等で『策士』と評されることも多い。また、選手のコンバートもよく行う。
- チーム力は年度毎に多少の差はあるが、野球そのものの質・レベルは高く全国クラスである。
- 1990年の監督就任以降、明徳は全国大会への出場頻度は高く（下記『成績』参照）2002年夏には全国優勝も達成し、明徳を全国屈指の高校野球強豪校に育て上げた。
- 元宇和島東・元済美監督の上甲正典、元智弁学園・元智弁和歌山監督の高嶋仁をはじめ多くの高校野球監督や関係者と親交があり、全国の名門校との練習試合を数多く行っている。

## 人物・エピソード
- インタビューや取材の際、独特のだみ声で語るその応答や言い回しが「馬淵節」と呼ばれている。
- 少年時代は愛媛県立松山商業高等学校の野球に憧れ、進学を希望していた。明徳の最大の持ち味である「投手を中心とした守りの野球」は、中学時代に見た第51回全国高等学校野球選手権大会決勝の松山商の野球が原型と語っている。
- 高校時代から「事なかれで済まさず、敢えて面倒な方を選んでしまう」性格に由来して“コト起こしの史郎”と呼ばれている[5]。
- 阿部企業在籍時には夜中の道路工事の交通整理員にも自ら進んで取り組んだ。当時阿部企業でプレーしていた選手は、「監督が一番きつい仕事をしていた」と口を揃える[8]。
- 甲子園出場校の中では常連校に位置付けられているが、20大会連続初戦勝利という驚異的な記録を持っている[9]。この初戦連勝記録は第83回選抜高等学校野球大会で日大三高に5-6と惜敗し、「20」で止まった。また、第97回全国高等学校野球選手権大会において同年選抜優勝校の敦賀気比高等学校に延長10回の末3-4xでサヨナラ負けし、夏の初戦連勝記録が「16」でストップした。なお、甲子園大会に於ける通算勝利数は大阪桐蔭の西谷浩一、智弁学園・智弁和歌山の高嶋仁、PL学園の中村順司に次ぐ第4位であり、これらの高校と対戦する場合は『名門対決』と同時に『名将対決』としてもマスコミ等で注目される。
- 第94回全国高等学校野球選手権大会の甲子園大会で、酒田南高校（山形）に勝利し甲子園通算38勝目をマーク。元池田高校野球部監督の蔦文也を抜き、四国地区最多勝利監督となった。インタビューでそのことを告げられると「記録で1番というのは悪い気はしないけど、蔦さんは大監督。いくら勝っても超えられません」と答えた。
- 第84回全国高等学校野球選手権大会、全国制覇を達成した直後のインタビューでは「何度も2回戦、8強、4強の壁に阻まれ、一生、監督として優勝できないのではないかと思った事もあった。選手達が僕を男にしてくれました。選手一人ひとりに感謝したい」と涙ぐんだ。球場を出る際には、キャプテンだった森岡良介にウイニングボールを差し出され、「このボールに、一人ひとりの名前を書いてくれ。馬淵家の家宝にするから」と喜んだ。
- 一時期、夏の高知県大会では明徳の強さがずば抜けており、「夏の代表は明徳が独占」といっても過言ではない時期があった。また当時は、甲子園で敗れた際に1、2年生は原則として甲子園の土を持ち帰ることが無かったという。すなわち、1、2年生は来年以降も甲子園出場の可能性があり、本大会に出場して翌年に卒業する3年生を除いてわざわざ持ち帰る必要はない、という意味である。
- 2005年夏の甲子園大会の前、高校野球の各メディア関係者による、『馬淵監督を囲む会』が開かれる予定だったが出場辞退により中止になった。延期されていたこの会は、馬淵の復帰後初の甲子園大会となった第80回選抜高等学校野球大会開幕前に3年越しで開催された。
- 2008年より、（夏の甲子園に明徳が出場しない場合）ABCの試合中継で解説を行っている。
- 明徳義塾高校では社会科の教員ということもあって歴史には非常に詳しく、歴史上の人物や出来事、格言等を時折インタビューや取材の話の中で用いる。
- 子供好きで、ある時、明徳ファンの子供に「誰でも良いのでサインを下さい」と頼まれた際に、「おう、ほな、おっちゃんのでええか?」と答え、周りを笑わせた。
- 監督復帰後は、母校・拓殖大学のスポーツ推薦枠拡大を拓大野球部監督の内田俊雄と共に働きかけ、また、学校法人拓殖大学評議員にも就任している。自身の長男の馬淵烈は同校のコーチを経て監督を務めている。

### 四国のライバル・上甲正典監督との関係
- 明徳義塾と同じ四国地方で、かつて愛媛県の甲子園強豪・常連校の宇和島東・済美の各野球部監督を務めた上甲正典は馬淵にとって最大のライバルだった。それと同時に二人は愛媛県南予出身で同郷という縁も有って、大変仲の良い親友同士でもあった（年齢は馬淵が8歳年下）[10]。
- 生前の上甲は馬淵について、「誉めるところはあっても、けなすところの無い男です。甲子園での実績も素晴らしいものがあります。勝負に対する強い思いや、はっきりした言動で世間では誤解されている部分もあるようですが、先輩への気遣いや生徒への思いなど感心する事が多く、深く付き合えば彼の男気を感じるはずです」とコメントしている（愛媛新聞インタビュー）。
- しかし、上甲は2014年9月2日に胆管癌のため67歳で逝去した。その亡くなる1週間前の8月26日、入院中の上甲は長女に「馬淵君に会いたい」と懇願した。馬淵は上甲の病室へ駆け付け、酸素チューブを付けベッドに横たわる上甲監督と、殆ど野球に関する会話を約1時間半し続けていたのが、二人にとって生前最後の対面となった。上甲の訃報を聞いた直後の馬淵は「見舞いに行った時、相当しんどそうだった。日本の高校野球界にとって惜しい人を失くした。あんな人はいない。僕も心にぽっかりと穴があいた状態。つらい」と無念の想いを語っていた[11]。
- 2日後の同年9月4日、松山市で営まれた上甲の告別式で馬淵は、「上甲さん、今日は悲しい。悔しい」で始まり、上甲監督から「鏡の前で笑う練習をしろ」と勧められたが「不器用な僕に『上甲スマイル』みたいな事は出来ませんでした」等と想い出を語り、さらに2002年夏の甲子園選手権で明徳義塾が初の全国制覇を達成した際「上甲さんも自分の事のように喜んでくれた」と、終始男泣きしながら弔辞を読んでいた[12]。
- 上甲が亡くなって半年以上過ぎた頃、明徳義塾高校のグランドで練習風景を眺めていた馬淵は「上甲さんがおらんなって、張り合いがないんよ…」と、デイリースポーツの記者に対して寂しそうに語った。2004年センバツ大会では、上甲率いる済美高校が初出場でいきなり初優勝を達成。その同大会の準決勝では、明徳義塾と済美が甲子園球場で初対決。この試合が馬淵と上甲が監督として甲子園での最初で最後の対戦となった。準決勝の前夜には「夜9時頃に上甲さんから電話があってね。『サウナ行って、飯食おうや』って。互いに探り合いながら焼き肉を食べました」と二人で談笑したという。試合のスコアは6-7で、明徳義塾は済美に僅か1点差で惜敗し、決勝戦進出を逃した。その試合を述懐しながら馬淵は「上甲さんの執念が上やった。あの上甲スマイルが憎ったらしくて…もう1回、甲子園でやりたかった」と上甲の他界を偲んでいた[13]。
- 2015年の7月上旬、夏の甲子園選手権・高知大会の予選前に、日刊スポーツの取材に応じた馬淵は、妻が運転する車内で記者に対し携帯電話を持ちながら「まだ消せんのよ」と、登録したままの上甲の電話番号を眺めつつ、「何か電話掛けたら上甲さんの声が聞こえるような気がして…『おーい、そろそろ練習試合やらんか』って」と記者に侘しげつつ呟いていた[14]。
- 上甲の死から1年後の2015年9月5日、宇和島東・済美・明徳義塾と合計3校が揃っての追悼試合が開催され、馬淵も監督として参加した[15]。
- 同年11月28日には「上甲正典前済美高野球部監督をしのぶ会」が愛媛県松山市のホテルで行われ、馬淵のほかに智弁和歌山監督の高嶋らが発起人となり、約250人の高校野球関係者が出席した[16]。

## 指導した主な選手
阿部企業
- 西口順一（元阪急ブレーブス）
- 柴田佳主也（元大阪近鉄バファローズほか）

明徳義塾高
- 津川力（パシフィック・リーグ審判員・元ヤクルトスワローズ）
- 宮﨑一彰（元読売ジャイアンツほか）
- 塩屋大輔（元オリックス・バファローズ）
- 吉川昌宏（元東京ヤクルトスワローズ）
- 寺本四郎（元千葉ロッテマリーンズ）
- 高橋一正（元ヤクルトスワローズ）
- 森岡良介（元中日ドラゴンズほか）
- 筧裕次郎（元オリックス・バファローズ）
- 中田亮二（元中日ドラゴンズ）
- 松下建太（元埼玉西武ライオンズ）
- 伊藤光（横浜DeNAベイスターズ）
- 石橋良太（東北楽天ゴールデンイーグルス）
- 北川倫太郎（元東北楽天ゴールデンイーグルス）
- 古賀優大（東京ヤクルトスワローズ）
- 岸潤一郎（埼玉西武ライオンズ）
- 西浦颯大（元オリックス・バファローズ）
- 市川悠太（東京ヤクルトスワローズ）
- 代木大和（読売ジャイアンツ）
- 吉村優聖歩 (読売ジャイアンツ)
- 関本大介（プロレスラー）

## 成績
- 社会人野球日本選手権大会 準優勝監督（1986年）
- 全国高等学校野球選手権大会 優勝監督（2002年）
- 国民体育大会・高等学校野球（硬式） 優勝監督（2014年）
- WBSC U-18ワールドカップ 銅メダル（2022年）
- WBSC U-18ワールドカップ 優勝監督（2023年）

### 甲子園大会
- 通算：出場 38回[17]・55勝 36敗　/　優勝1回　/　記録：出場大会初戦20連勝
  - （春）選抜[18]　：出場 16回[17]　19勝 15敗　/　ベスト4（2004年）、ベスト8（1996年、1998年、2000年、2002年、2014年）
  - （夏）選手権[19]：出場 22回　36勝 21敗　/　優勝（2002年）、ベスト4（1998年、2012年、2016年）、ベスト8（2013年、2021年）
  - 他に、甲子園交流試合での勝利がある。

### 四国地区大会
各県大会の上位校が集い、年2回（秋季、春季）開催される四国地区大会にも高知県勢として頻繁に出場し好成績を収めており、四国（高知）の強豪校としての地位を確立させている。
- 秋季四国地区高等学校野球大会
  - 優勝：1995年、1997年、1998年、2007年、2010年、2016年、2017年、2019年、2020年
  - 準優勝：1996年、1999年、2001年、2015年
- 春季四国地区高等学校野球大会
  - 優勝：2001年、2002年、2004年、2005年、2008年、2009年、2012年、2014年、2017年、2019年、2023年
  - 準優勝：1996年、1999年、2011年

### 選抜チーム
- 2021 WBSC U-18ワールドカップ 2022年 - 3位
- 2023 WBSC U-18ワールドカップ 2023年 - 優勝

## 選抜チーム監督歴
- 日米親善野球 アメリカ遠征 高校日本選抜チーム（2002年）
- 日米親善野球 高知県高校選抜チーム（2009年）
- 第13回 BFA U-18アジア野球選手権大会日本代表（2020年、大会中止）
- 2021 WBSC U-18ワールドカップ（2022年に延期開催）
- 2023 WBSC U-18ワールドカップ（2023年、初優勝）[20]

## 関連書籍
- 甲子園！名将・馬淵語録 明徳義塾野球部監督 馬淵史郎の教え（東京ニュース通信社、寺下友徳 著）
- 監督と甲子園（日刊スポーツ出版社、藤井利香 著）
- 怪物たちの世代 その時甲子園が揺れた（竹書房、矢崎良一 他 著）
- 甲子園が割れた日 松井秀喜5連続敬遠の真実（新潮社、中村計 著）
- 101年目の高校野球 「いまどき世代」の力を引き出す監督たち（インプレス、大利実 著）